# Allium sordidiflorum
Allium sordidiflorum — вид рослин з родини амарилісових (Amaryllidaceae); поширений у Таджикистані й Узбекистані.

## Поширення
Поширений у Таджикистані й Узбекистані.